# Marwin Hitz
Marwin Hitz (* 18. September 1987 in St. Gallen) ist ein Schweizer Fussballtorhüter. Er steht seit der Saison 2022/23 beim FC Basel unter Vertrag und ist ehemaliger A-Nationalspieler.

## Karriere

### Jugend
Hitz wuchs in Freidorf bei Arbon nahe St. Gallen auf und wurde mit neun Jahren bei einem Grümpelturnier vom FC St. Gallen entdeckt. Nach seiner Verpflichtung war er zwölf Jahre beim FC St. Gallen unter Vertrag.

### Vereine
Hitz stieg beim FC St. Gallen bis in die U21-Mannschaft in der 1. Liga auf. Nach der Saison 2006/07 wurde er an den Zweitligisten Yverdon-Sport FC ausgeliehen und zur Winterpause an den Ligakonkurrenten FC Winterthur. Am 25. Spieltag kam er nach einer Verletzung von Christian Leite nach der Halbzeit zu seinem ersten Profieinsatz und absolvierte anschliessend auch die restlichen neun Challenge-League-Begegnungen. Auch in der Folgesaison stand Hitz wieder von Anfang an im Tor der Winterthurer, bevor er am fünften Spieltag nach einer Notbremse des Feldes verwiesen wurde. Wenige Tage später wurde er vom deutschen Bundesligisten VfL Wolfsburg als dritter Torhüter des Erstligakaders verpflichtet.
In seinem ersten Jahr kam er bei den Profis des VfL nicht zum Einsatz und spielte lediglich einige Male für die zweite Mannschaft in der Regionalliga Nord. In der Saison 2009/10 wurde er dort Stammtorhüter und bestritt 29 Saisonspiele. Nach einer Rot-Sperre und später aufgrund einer längeren Verletzungspause des ersten Torhüters, seines Schweizer Landsmanns Diego Benaglio, rückte er zu den Profis auf. Als die Nummer 2 André Lenz ebenfalls gesundheitlich angeschlagen in die Partie gegen Bayer 04 Leverkusen gegangen und ihm ein Eigentor unterlaufen war, gab Hitz am 18. Februar 2010 im Spiel der Europa League gegen den FC Villarreal und wenige Tage später im Spiel gegen den FC Schalke 04 sein Vereins- bzw. Bundesligadebüt. Fünf Erstligaspiele bestritt er bis zur Rückkehr von Benaglio, und auch in der folgenden Saison blieb er erste Wahl bei der Vertretung seines Landsmanns im Tor.
Nach Auslaufen seines Vertrages im Jahre 2013 verliess er den Verein und wechselte zur Saison 2013/14 zum Ligakonkurrenten FC Augsburg. Am 21. Februar 2015, dem 22. Spieltag der Spielzeit 2014/15, schoss Hitz gegen Bayer 04 Leverkusen in der Nachspielzeit das Tor zum 2:2. Er ist damit nach Jens Lehmann und Frank Rost der dritte Torhüter in der Bundesliga, der aus dem Spiel heraus ein Tor erzielte. Dieses Tor wurde zum Tor des Monats gewählt. In dieser Saison qualifizierte sich Hitz mit dem FC Augsburg für die UEFA Europa League, in der sie die Runde der letzten 32 erreichten und dort knapp gegen den späteren Finalisten FC Liverpool ausschieden (0:0/0:1). Wettbewerbsübergreifend stand der Schweizer 157-mal für die Fuggerstädter zwischen den Pfosten.
Zur Saison 2018/19 wechselte Hitz nach Auslaufen seines Vertrages ablösefrei zum Ligakonkurrenten Borussia Dortmund, wo er einen bis Juni 2021 gültigen Vertrag unterschrieb. Nachdem er bereits am 31. Oktober 2018 gegen den 1. FC Union Berlin im DFB-Pokal das erste Mal in einem Pflichtspiel für sein neues Team gespielt hatte, debütierte Hitz am 10. November 2018 für die verletzte Nummer 1, seinen Landsmann Roman Bürki, gegen den FC Bayern München auch in der Bundesliga für den BVB. Im August 2019 gewann Hitz, zwischen den Pfosten stehend, seinen ersten Titel mit dem Verein, als der Doublesieger der Vorsaison, der FC Bayern, mit 2:0 im DFL-Supercup besiegt wurde. In der Folge vertrat er den verletzten Bürki in vier Bundesligaspielen (davon drei zu Null) und durfte bis zum Aus im Achtelfinal alle Partien im Pokal bestreiten.
Während Hitz 2020/21 wie gewohnt im Pokal sowie im Supercup gesetzt war, vertrat er Bürki zunächst in der Bundesligahinrunde lediglich verletzungsbedingt zweimal; in diesen zwei Partien blieb er ebenso gegentorlos wie in drei von vier Pokalspielen. Nach einer Serie von drei sieglosen Begegnungen, in denen Bürki sieben Gegentreffer kassiert hatte, setzte der neue Trainer Edin Terzić ab dem 19. Spieltag dauerhaft auf Hitz. Parallel dazu verlängerte der BVB dessen auslaufenden Vertrag um zwei Jahre. Sebastian Kehl, Leiter der Lizenzspielerabteilung, kommentierte den Wechsel wie folgt: «Wir haben mit ihm [Bürki] ausführlich gesprochen. Und die Situation ist sicher für ihn als jahrelange Nummer eins auch ungewohnt. Trotzdem sollte er sich weiter aufdrängen, so gut wie möglich anbieten, Gas geben und um seine nächste Chance kämpfen.» Auch Terzić verwies auf die teaminterne «Leistungskultur» und Hitz’ Spiele gegen Sevilla und Schalke. Am 32. Spieltag zog sich Hitz beim Heimsieg gegen RB Leipzig (der fünfte Pflichtspielsieg in Serie) eine Knieverletzung zu und verpasste so die beiden letzten Ligaspiele sowie den ebenfalls gegen Leipzig zu absolvierenden Pokalfinal. Letzteren gewannen seine Teamkollegen mit 4:1.
Innerhalb der anschliessenden Sommerpause verpflichtete Dortmund mit dem zehn Jahre jüngeren Gregor Kobel den dritten Schweizer Keeper. Am letzten Spieltag der Saison 2021/22, an dem er wegen einer eigenen Verletzung nicht für den ebenso verletzten Kobel zum Einsatz kommen konnte, verkündete Hitz, der Kobel bis dahin sechsmal vertreten hatte, seinen Abschied von Borussia Dortmund.
Er wechselte zur Saison 2022/23 zurück in die Schweiz zum FC Basel. Bei dem Vizemeister der Vorsaison wurde Hitz, nachdem der vormalige Stammkeeper Heinz Lindner ligaintern nach Sion gewechselt war, die neue Nummer 1. In der UEFA Conference League zog er 2023 mit der Mannschaft bis ins Halbfinale ein, wo man jedoch der AC Florenz unterlag. Nach einem nur 8. Platz in der Abschlusstabelle 2023/24 konnte Hitz in seiner dritten Saison in Basel 2024/25 mit der Mannschaft den Schweizer Meistertitel sowie den Cup gewinnen.

### Nationalmannschaften
Hitz war Schweizer Jugendnationalspieler und spielte zuletzt als Nummer 1 der U20-Nationalmannschaft. Am 29. August 2014 erhielt er erstmals eine Berufung in die A-Nationalmannschaft und stand am 8. September 2014 beim EM-Qualifikationsspiel gegen England im Kader, kam jedoch nicht zum Einsatz. Am 10. Juni 2015 debütierte er bei einem 3:0-Sieg gegen Liechtenstein.
In der Qualifikation zur Fussball-Europameisterschaft 2016 in Frankreich bestritt er sein erstes Pflichtspiel gegen Estland im letzten Gruppenspiel, das allerdings nicht mehr von Bedeutung war. Anschliessend wurde er als zweiter Ersatztorhüter in das EM-Aufgebot der Schweiz aufgenommen, kam aber nicht zum Einsatz.

## Erfolge
Borussia Dortmund
- DFL-Supercupsieger: 2019
- DFB-Pokalsieger: 2021

VfL Wolfsburg
- Deutscher Meister: 2009 (ohne Einsatz)

FC Basel
- Schweizer Meister: 2025
- Schweizer Cup-Sieger: 2025

## Auszeichnungen
- Tor des Monats: Februar 2015[16]
- Sportler des Jahres 2015 der Allgäuer Sportpresse[17]